# Коробко Борис Іванович
Борис Іванович Коробко (нар. 20 липня 1944) — український діяч, 1-й секретар Сєвєродонецького міського комітету КПУ Ворошиловградської (Луганської) області, завідувач відділу хімічної промисловості ЦК КПУ, голова Державного комітету України по хімічній, нафтохімічній промисловості та медичних препаратах. Кандидат у члени ЦК КПУ в 1986—1990 р.

## Біографія
Освіта вища. Член КПРС з 1966 року.
Працював на відповідальній інженерно-господарській роботі на Сєвєродонецькому виробничому об'єднанні «Азот» Ворошиловградської (Луганської) області. Відзначився при засвоєнні на «Азоті» найбільшого в Європі виробництва поліетилену високого тиску.
На 1981 рік — секретар партійного комітету Сєвєродонецького виробничого об'єднання «Азот» Ворошиловградської області.
У 1984—1986 роках — 1-й секретар Сєвєродонецького міського комітету КПУ Ворошиловградської області.
У 1986—1988 роках — завідувач відділу хімічної промисловості ЦК КПУ.
У 1988—1990 роках — інспектор ЦК КПУ.
13 червня 1991 — березень 1992 року — голова Державного комітету Української РСР (України) по хімічній, нафтохімічній промисловості та медичних препаратах.
З березня 1992 по 1993? рік — президент Української хімічної компанії «Укрхімпром».
З 1990-х років — засновник Товариства з обмеженою відповідальністю «Компанія Агронафтохім». Потім — голова спостережної ради Відкритого акціонерного товариства «Об'єднання «Склопластик»» у місті Сєвєродонецьку Луганської області, керівник Українсько-російського фонду підримки перспективних наукових та технологічних досліджень, керівник Товариства з обмеженою відповідальністю «Виробничо-комерційна фірма «Екопласт» та інших.
Був помічником (на громадських засадах) народних депутатів України 4-го скликання Бориса Райкова і 5-го скликання Михайла Поживанова.